# Luca Guadagnino
Luca Guadagnino (Palermo, Sicília, 1971) é um diretor, produtor e roteirista de cinema italiano. Seus filmes são caracterizados pela complexidade emocional, erotismo e visuais suntuosos. Guadagnino recebeu vários prêmios, incluindo um Leão de Prata, além de indicações ao Oscar e três prêmios BAFTA. Seus filmes incluem Io sono l'amore (2009), A Bigger Splash (2015), Call Me by Your Name (2017), Suspiria (2018), Bones & All (2022), Challengers (2024) e Queer (2024).

## Biografia
Guadagnino nasceu no dia 10 de agosto de 1971 em Palermo, Itália. Nasceu após oito meses de gestação. Sua mãe, argelina, cresceu em Casablanca, em Marrocos, e seu pai, italiano, era de Canicattì, Sicília. Guadagnino passou sua infância na Etiópia, onde seu pai ensinava história e literatura italiana em uma escola técnica em Addis Ababa.
A família deixou a Etiópia e foram à Itália em 1977, quando Guadagnino tinha 5 anos, para escapar da Guerra Civil Etíope, em que a ditadura do General Mengistu Haile Mariam forçou a saída dos imigrantes, e se estabelecer em Palermo. Guadagnino revela que se recorda do sentimento de caos e da necessidade de fuga, de amigos dos pais morrerem em um acidente de carro, mas também se lembra vagamente de sua casa e de seus brinquedos.
Guadagnino se interessou pela produção de filmes quando tinha cerca de nove anos e, depois de receber uma câmera Super 8 de sua mãe, começou a fazer filmes amadores. Ele desenvolveu uma maior paixão pelo cinema durante a adolescência e realizou gravações em VHS de filmes exibidos na televisão. Alguns dos filmes citados como suas primeiras influências incluem Psicose (1960), Suspiria (1977) e Starman (1984). Ele também cita que desenvolveu um carinho especial pelos filmes de Ingmar Bergman. Quando adolescente, Guadagnino era um membro registrado do Partido Comunista Italiano e escrevia para o jornal de jovens comunistas de Palermo. Após Guadagnino entrevistar uma estrela pornô, o editor alegou que eles eram contra a pornografia, o que instigou uma disputa entre os dois. Guadagnino protestou, mas por fim renunciou à sua filiação.
Guadagnino estudou literatura na Universidade de Palermo. Porém, sua paixão pela escrita incentivou o interesse por roteiros de cinema. Então, transferiu-se para a Universidade Sapienza de Roma e concluiu sua graduação em História e Crítica do Cinema, com uma tese sobre o cineasta americano Jonathan Demme. Na Universidade de Sapienza, estabeleceu uma amizade com a atriz Laura Betti e comparecia às suas festas e cozinhar para os convidados, como Bernardo Bertolucci e Valerio Adami. Guadagnino mais tarde descreveria essa experiência como sua "escola de cinema".

## Carreira

### Primeiros passos (1999-2008)
Luca Guadagnino fez sua estreia como diretor com o filme The Protagonist (1999), apresentado no Festival Internacional de Cinema de Veneza. A obra tinha como elenco Tilda Swinton e Fabrizia Sacchi, além do editor Walter Fasano. Em 2002, dirigiu o documentário musical Mundo Civilizado, exibido no Festival Internacional de Cinema de Locarno em 2003. Seu segundo longa-metragem foi o filme Melissa P., estrelado pela atriz espanhola María Valverde, estreou no ano seguinte.

## Vida pessoal
Guadagnino viveu e trabalhou em um edifício do século XVII em Crema. Ele não vive mais em Crema, devido a falta de privacidade decorrente do sucesso de Me Chame Pelo Seu Nome. Em 2024, passou a morar em Milão. Entre 2009 e 2020, esteve em um relacionamento com Ferdinando Cito Filomarino.

## Filmografia

### Diretor

#### Cinema
- The Protagonists (1999)
- Melissa P. (2005)
- Io sono l'amore (2009)
- A Bigger Splash (2015)
- Call Me by Your Name (2017)
- Suspiria (2018)
- Bones & All (2022)
- Challengers (2024)
- Queer (2024)
- After the Hunt (2025)
- American Psycho (TBA)

#### Televisão
- We Are Who We Are (2020)

#### Documentários
- Algerie (1996)
- Tilda Swinton: The Love Factory (2002)
- Lotus (2003)
- Mundo civilizado (2003)
- Arto Lindsay Perdoa a Beleza (The Love Factory Series) (2004)
- Cuoco contadino (2004)
- The Love Factory #3 Pippo Delbono - Bisogna morire (2008)
- Inconscio italiano (2011)
- Bertolucci on Bertolucci (2013)

#### Curta-metragens
- Qui (1997)
- L'uomo risacca (2000)
- Part Deux (2007)
- Chronology (2010)
- Here (2012)
- One Plus One (2012)
- Destinée (2012)
- Walking Stories (2013)

#### Videoclipes
- Asile's World (2000)
- Vamos a bailar (esta vida nueva) (2000)
- Luce (Tramonti a nord est) (2001)
- Sconvolto così (2001)
- Broken (2003)
- Swan (2005)
- Tell me You Love Me (2021)

### Produtor
- Delfinasia, de Asia Argento (2007)
- Diarchy, de Ferdinando Cito Filomarino (2010)
- The Landlords, de Edoardo Gabbriellini (2012)
- Adele's Dream, de Marco Molinelli e Gianni Troilo (2013)
- Belluscone. Una storia siciliana, de Franco Maresco (2013)
- A Rose Reborn, de Ermenegildo Zegna (2014)
- Antonia., de Ferdinando Cito Filomarino (2015)

## Premiações
| Ano  | Prêmio                                               | Categoria                                    | Obra indicada            | Resultado      | Ref.          |
| ---- | ---------------------------------------------------- | -------------------------------------------- | ------------------------ | -------------- | ------------- |
| 1999 | Festival Internacional de Cinema de Veneza           | FEDIC Award - Menção Especial                | The Protagonists         | Venceu         | [ 19 ]        |
| 2009 | Festival Internacional de Cinema de Veneza           | Queer Lion                                   | I Am Love                | Indicado       | [ 20 ]        |
| 2009 | Boulder International Film Festival                  | Melhor Filme                                 | I Am Love                | Venceu         | [ 21 ]        |
| 2009 | Nastro D'Argento Awards                              | Melhor História Original                     | I Am Love                | Indicado       |               |
| 2009 | Santa Barbara International Film Festival            | Melhor Filme Internacional                   | I Am Love                | Indicado       | [ 22 ]        |
| 2011 | Alliance of Women Film Journalists Awards            | Melhor Filme de Língua Não-Inglesa           | I Am Love                | Indicado       | [ 23 ]        |
| 2011 | British Academy Film Awards                          | Melhor Filme de Língua Não-Inglesa           | I Am Love                | Indicado       | [ 24 ]        |
| 2011 | Broadcast Film Critics Association Awards            | Melhor Filme de Língua Estrangeira           | I Am Love                | Indicado       | [ 25 ]        |
| 2011 | Golden Globe Awards                                  | Melhor Filme de Língua Estrangeira           | I Am Love                | Indicado       | [ 26 ]        |
| 2014 | Nastro D'Argento Awards                              | Melhor Documentário Sobre Cinema             | Bertolucci on Bertolucci | Indicado       |               |
| 2015 | Festival Internacional de Cinema de Veneza           | Leão de Ouro                                 | A Bigger Splash          | Indicado       | [ 27 ]        |
| 2015 | Festival Internacional de Cinema de Veneza           | Prêmio Soundtrack Stars                      | A Bigger Splash          | Venceu         | [ 27 ]        |
| 2015 | Festival Internacional de Cinema de Veneza           | Prêmio Best Innovative Budget                | A Bigger Splash          | Venceu         | [ 27 ]        |
| 2017 | Pessoa do Ano de The Advocate                        | Pessoa do Ano de The Advocate                | —                        | Finalista      | [ 28 ]        |
| 2017 | Adelaide Film Festival                               | Melhor Longa-Metragem                        | Call Me by Your Name     | Indicado       | [ 29 ]        |
| 2017 | Berlin International Film Festival                   | Teddy Award                                  | Call Me by Your Name     | Indicado       | [ 30 ]        |
| 2017 | Chéries-Chéris Film Festival                         | Melhor Longa-Metragem                        | Call Me by Your Name     | Venceu         | [ 31 ]        |
| 2017 | Chicago Film Critics Association Awards              | Melhor Filme                                 | Call Me by Your Name     | Indicado       | [ 32 ]        |
| 2017 | Chicago Film Critics Association Awards              | Melhor Diretor                               | Call Me by Your Name     | Indicado       | [ 32 ]        |
| 2017 | Dallas–Fort Worth Film Critics Association Awards    | Melhor Filme                                 | Call Me by Your Name     | Quarto lugar   | [ 33 ]        |
| 2017 | Florida Film Critics Circle Awards                   | Melhor Filme                                 | Call Me by Your Name     | Indicado       | [ 34 ]        |
| 2017 | Ghent International Film Festival                    | Melhor Filme                                 | Call Me by Your Name     | Indicado       | [ 35 ]        |
| 2017 | Gotham Independent Film Awards                       | Melhor Filme                                 | Call Me by Your Name     | Venceu         | [ 36 ]        |
| 2017 | Gotham Independent Film Awards                       | Prêmio da Audiência                          | Call Me by Your Name     | Indicado       | [ 36 ]        |
| 2017 | IndieWire Critics Poll                               | Melhor Filme                                 | Call Me by Your Name     | Sétimo lugar   | [ 37 ]        |
| 2017 | IndieWire Critics Poll                               | Best Director                                | Call Me by Your Name     | Segundo lugar  | [ 37 ]        |
| 2017 | Lisbon & Estoril Film Festival                       | Melhor Filme                                 | Call Me by Your Name     | Venceu         | [ 38 ]        |
| 2017 | Lisbon & Estoril Film Festival                       | Prêmio da Audiência                          | Call Me by Your Name     | Indicado       | [ 38 ]        |
| 2017 | Ljubljana International Film Festival                | Melhor Longa-Metragem                        | Call Me by Your Name     | Venceu         | [ 39 ]        |
| 2017 | Los Angeles Film Critics Association Awards          | Melhor Filme                                 | Call Me by Your Name     | Venceu         | [ 40 ]        |
| 2017 | Los Angeles Film Critics Association Awards          | Melhor Diretor                               | Call Me by Your Name     | Venceu         | [ 40 ]        |
| 2017 | National Board of Review Awards                      | Top 10 Filmes do Ano                         | Call Me by Your Name     | Venceu         | [ 41 ]        |
| 2017 | Melbourne International Film Festival                | Melhor Longa-Metragem de Narrativa           | Call Me by Your Name     | Venceu         | [ 42 ]        |
| 2017 | Miskolc International Film Festival                  | Prêmio Emeric Pressburger                    | Call Me by Your Name     | Venceu         | [ 43 ]        |
| 2017 | Online Film Critics Society Awards                   | Melhor FIlme                                 | Call Me by Your Name     | Indicado       | [ 44 ]        |
| 2017 | San Diego Film Critics Society Awards                | Melhor Filme                                 | Call Me by Your Name     | Indicado       | [ 45 ]        |
| 2017 | San Francisco Bay Area Film Critics Circle           | Melhor Filme                                 | Call Me by Your Name     | Indicado       | [ 46 ]        |
| 2017 | San Sebastián International Film Festival            | Melhor Filme                                 | Call Me by Your Name     | Indicado       | [ 47 ]        |
| 2017 | St. Louis International Film Festival                | Prêmio Escolha da Audiência                  | Call Me by Your Name     | Venceu         | [ 48 ]        |
| 2017 | Sydney Film Festival                                 | Prêmio da Audiência                          | Call Me by Your Name     | Segundo lugar  | [ 49 ]        |
| 2017 | Toronto International Film Festival                  | Prêmio People's Choice                       | Call Me by Your Name     | Terceiro lugar | [ 50 ]        |
| 2017 | Village Voice Film Poll                              | Melhor Diretor                               | Call Me by Your Name     | Quarto lugar   | [ 51 ]        |
| 2017 | Washington D.C. Area Film Critics Association Awards | Melhor Filme                                 | Call Me by Your Name     | Indicado       | [ 52 ]        |
| 2018 | AACTA International Awards                           | Melhor Direção                               | Call Me by Your Name     | Indicado       | [ 53 ]        |
| 2018 | Academy Awards                                       | Melhor Filme                                 | Call Me by Your Name     | Indicado       | [ 54 ]        |
| 2018 | American Film Institute Awards                       | Top 10 Filmes do Ano                         | Call Me by Your Name     | Venceu         | [ 55 ]        |
| 2018 | Amanda Awards                                        | Melhor Longa-Metragem Estrangeiro            | Call Me by Your Name     | Indicado       | [ 56 ]        |
| 2018 | Austin Film Critics Association Awards               | Melhor Filme                                 | Call Me by Your Name     | Indicado       | [ 57 ]        |
| 2018 | British Academy Film Awards                          | Melhor Filme                                 | Call Me by Your Name     | Indicado       | [ 58 ]        |
| 2018 | British Academy Film Awards                          | Melhor Direção                               | Call Me by Your Name     | Indicado       | [ 58 ]        |
| 2018 | Capri Hollywood International Film Festival          | Cineastas do ano                             | Call Me by Your Name     | Venceu         | [ 59 ]        |
| 2018 | Critics' Choice Movie Awards                         | Melhor Diretor                               | Call Me by Your Name     | Indicado       | [ 60 ]        |
| 2018 | Dorian Awards                                        | Filme do Ano                                 | Call Me by Your Name     | Venceu         | [ 61 ]        |
| 2018 | Dorian Awards                                        | Diretor do Ano                               | Call Me by Your Name     | Indicado       | [ 61 ]        |
| 2018 | Dorian Awards                                        | Filme LGBTQ do Ano                           | Call Me by Your Name     | Venceu         | [ 61 ]        |
| 2018 | Empire Awards                                        | Melhor Filme                                 | Call Me by Your Name     | Indicado       | [ 62 ]        |
| 2018 | European Film Awards                                 | People's Choice Award for Best European Film | Call Me by Your Name     | Venceu         | [ 63 ]        |
| 2018 | Georgia Film Critics Association Awards              | Melhor Filme                                 | Call Me by Your Name     | Indicado       | [ 64 ]        |
| 2018 | Golden Ciak Awards                                   | Melhor Filme                                 | Call Me by Your Name     | Venceu         | [ 65 ]        |
| 2018 | Golden Ciak Awards                                   | Melhor Produtor                              | Call Me by Your Name     | Indicado       | [ 65 ]        |
| 2018 | Golden Globe Awards                                  | Melhor Longa-Metragem de Drama               | Call Me by Your Name     | Indicado       | [ 66 ]        |
| 2018 | Houston Film Critics Society Awards                  | Melhor Filme                                 | Call Me by Your Name     | Indicado       | [ 67 ]        |
| 2018 | Independent Spirit Awards                            | Melhor Filme                                 | Call Me by Your Name     | Indicado       | [ 68 ]        |
| 2018 | Independent Spirit Awards                            | Melhor Diretor                               | Call Me by Your Name     | Indicado       | [ 68 ]        |
| 2018 | International Cinephile Society Awards               | Melhor Filme                                 | Call Me by Your Name     | Venceu         | [ 69 ]        |
| 2018 | International Cinephile Society Awards               | Melhor Diretor                               | Call Me by Your Name     | Indicado       | [ 69 ]        |
| 2018 | London Film Critics' Circle Awards                   | Filme do Ano                                 | Call Me by Your Name     | Indicado       | [ 70 ]        |
| 2018 | London Film Critics' Circle Awards                   | Diretor do Ano                               | Call Me by Your Name     | Indicado       | [ 70 ]        |
| 2018 | Los Angeles Italia Film Festival                     | Prêmio de Excelência                         | Call Me by Your Name     | Venceu         | [ 71 ]        |
| 2018 | Nastro d'Argento Awards                              | Melhor Filme                                 | Call Me by Your Name     | Indicado       | [ 72 ]        |
| 2018 | Nastro d'Argento Awards                              | Melhor Diretor                               | Call Me by Your Name     | Indicado       | [ 72 ]        |
| 2018 | Producers Guild of America Awards                    | Melhor Filme de Lançado no Cinema            | Call Me by Your Name     | Indicado       | [ 73 ]        |
| 2018 | Satellite Awards                                     | Melhor Filme                                 | Call Me by Your Name     | Indicado       | [ 74 ]        |
| 2018 | Festival Internacional de Cinema de Veneza           | Leão de Ouro                                 | Suspiria                 | Indicado       | [ 75 ] [ 76 ] |
| 2018 | Festival Internacional de Cinema de Veneza           | Queer Lion                                   | Suspiria                 | Indicado       | [ 75 ] [ 76 ] |
| 2019 | Independent Spirit Awards                            | Prêmio Robert Altman Award                   | Suspiria                 | Venceu         | [ 77 ]        |
| 2022 | Festival de Cinema de Gotemburgo                     | Prêmio Honorary Dragon                       | —                        | Venceu         | [ 78 ]        |
| 2022 | Provincetown International Film Festival             | Prêmio Filmmaker on the Edge                 | —                        | Venceu         | [ 79 ]        |
| 2022 | Festival Internacional de Cinema de Veneza           | Leão de Prata                                | Bones and All            | Venceu         | [ 80 ]        |
| 2022 | Festival Internacional de Cinema de Veneza           | Leão de Ouro                                 | Bones and All            | Indicado       | [ 80 ]        |
| 2022 | Zurich Film Festival                                 | Prêmio A Tribute to...                       | —                        | Venceu         | [ 81 ]        |
| 2022 | Independent Spirit Awards                            | Melhor Longa-Metragem                        | Bones and All            | Indicado       | [ 82 ]        |